# Ершовская волость

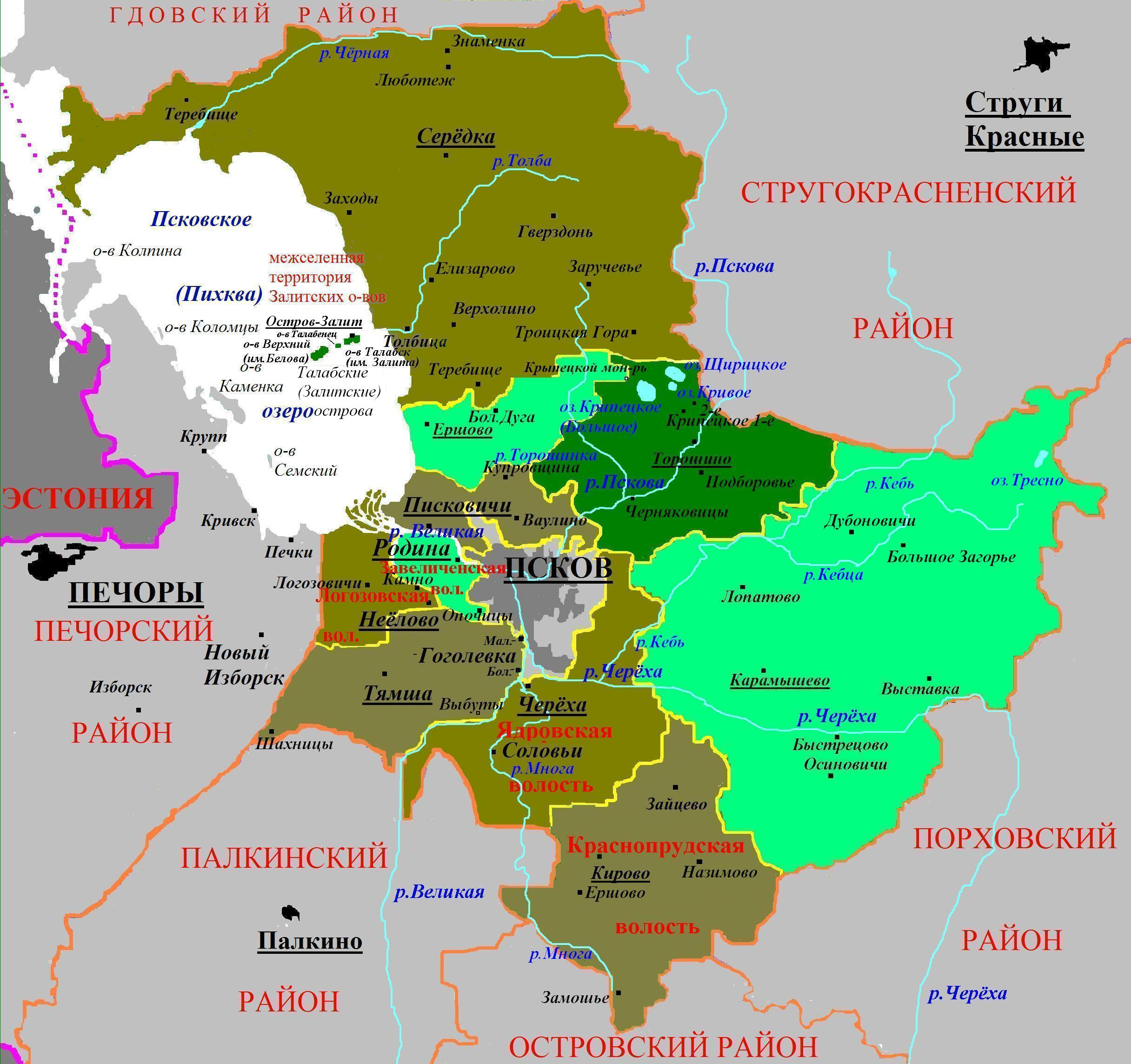
Административное деление Псковского района (2010)

Ершовская волость — административно-территориальная единица 3-го уровня и муниципальное образование со статусом сельского поселения в Псковском районе Псковской области России.
Административный центр — деревня Ершово — находится в 15 км к северу от города Псков, на дороге Псков-Гдов.

## География
Территория волости граничит на севере с Серёдкинской волостью, на юге — с Писковичской волостью, на востоке — с Торошинской волостью Псковского района, на западе омывается водами Псковского озера.

## История
До 1924 года эта территория в основном входила в Остенскую волость Псковского уезда Псковской губернии (с центром в деревне Большая Остенка — ныне в черте деревни Ершово); затем с 1925 до 1927 годов — в укрупнённую Псковскую волость, которая включила ряд сельсоветов, в том числе Остенский. В 1927 году волости, уезды и губернии в СССР были упразднены, при этом Остенский сельсовет вошёл в Псковский район Псковского округа Ленинградской области.
16 июня 1954 года Остенский и Амосовский сельсоветы (по д. Амосово) объединены в Струковский сельсовет (по д. Струково), который 13 февраля 1960 года вместе с Ваулинским сельсоветом (по д. Ваулино) вошли в Сосновский сельсовет, переименованный 15 апреля 1980 года в Писковичский сельсовет. 13 марта 1978 года деревня Большая Остенка слилась с деревней Ершово.
Решением Псковского облисполкома от 15 января 1986 года был образован Ершовский сельсовет из части Писковичского и Торошинского сельсоветов.
Постановлением Псковского областного Собрания депутатов от 26 января 1995 года все сельсоветы в Псковской области были переименованы в волости, в том числе Ершовский сельсовет превращён в Ершовскую волость.
Законом Псковской области от 28 февраля 2005 года в границах волости было образовано также муниципальное образование Ершовская волость со статусом сельского поселения с 1 января 2006 года в составе муниципального образования Псковский район со статусом муниципального района.
Законом Псковской области от 5 июня 2015 года территория урочища Богданово передана из Писковичской волости в Ершовскую волость.

## Население
| 2002  | 2008  | 2009  | 2010  | 2012  | 2013  | 2014  |
| ----- | ----- | ----- | ----- | ----- | ----- | ----- |
| 1415  | ↘1201 | ↗1203 | ↗1214 | ↗1224 | ↗1242 | ↗1266 |
| 2015  | 2016  | 2017  | 2018  | 2019  | 2020  | 2021  |
| ↘1251 | ↘1226 | ↘1178 | ↗1192 | ↘1158 | ↗1167 | ↘883  |

## Населённые пункты
В состав Ершовской волости входят 18 деревень:
| №  | Населённый пункт | Тип     | Население, чел. 2001 | Население, чел. 2010 |
| -- | ---------------- | ------- | -------------------- | -------------------- |
| 1  | Богданово        | деревня | 275                  | ↘285                 |
| 2  | Большая Дуга     | деревня | 54                   | ↘23                  |
| 3  | Голованово       | деревня | 4                    | ↘2                   |
| 4  | Долгорепицы      | деревня | 109                  | ↘93                  |
| 5  | Дубники          | деревня | 6                    | ↘0                   |
| 6  | Ершово           | деревня | 494                  | ↗538                 |
| 7  | Жидилов Бор      | деревня | 67                   | ↗91                  |
| 8  | Залединье        | деревня | 16                   | ↗21                  |
| 9  | Замостечье       | деревня | 17                   | ↗27                  |
| 10 | Конечек          | деревня | 59                   | ↗59                  |
| 11 | Конюшкино        | деревня | 29                   | ↘10                  |
| 12 | Малая Остенка    | деревня | 17                   | ↘15                  |
| 13 | Мысс             | деревня | 5                    | ↘5                   |
| 14 | Ольха            | деревня | 8                    | ↘5                   |
| 15 | Погорелка        | деревня | 12                   | ↘12                  |
| 16 | Русилово         | деревня | 11                   | ↗8                   |
| 17 | Скоморохова Гора | деревня | 9                    | ↘5                   |
| 18 | Тупицы           | деревня | 12                   | ↗18                  |